# 319
Cette page concerne l'année 319  du calendrier julien. Pour l'année 319 av. J.-C., voir 319 av. J.-C. Pour le nombre 319, voir 319 (nombre).
L'année 319 est une année commune qui commence un jeudi.

## Événements
- 11 mai : loi de Constantin punissant la mise à la torture ou le meurtre des esclaves[1].
- 15 mai, Empire romain : premier édit de Constantin contre les haruspices[2].

- Fin du règne de Ghatotkacha, roi de la dynastie Gupta. Chandragupta Ier lui succède (fin en 335)[3].

## Décès en 319
- 7 février : Théodore le Stratélate, général romain, martyr à Héraclée du Pont.